# Horosteț, Kozova
Horosteț (în ucraineană Хоростець) este un sat în comuna Avhustivka din raionul Kozova, regiunea Ternopil, Ucraina.

## Demografie
Componența lingvistică a localității Horosteț
     Ucraineană (100%)
Conform recensământului din 2001, toată populația localității Horosteț era vorbitoare de ucraineană (100%).